# Black Lives Matter
Black Lives Matter (на английски: BLM, в превод „Животът на чернокожите е от значение“) е социално движение, което се противопоставя на расизма и насилието срещу чернокожите, особено срещу полицейското насилие. Движението е децентрализирана инициатива отдолу, неговите активисти организират събития на място.

## Дейност
Активистите на движението обръщат внимание на социалната несправедливост срещу чернокожите, както и на социалните институции и закони, целящи да продължат съществуващите несправедливости. Движението се бори с расизма чрез политическо участие, кампании за писане на писма и ненасилствени протести.
Движението твърди, че е насочено към борба с полицейското насилие, прекомерното присъствие на полиция в черните райони и злоупотребите, извършвани в частните затвори. Движението също така предлага да се подобри обучението на полицейските служители и да се повиши тяхната отчетност. Освен това активистите предложиха да се намали финансирането на полицията под лозунга „Дефиниране на полицията“, като се пренасочат освободените пари за финансиране на социалните служби.
Активистите на BLM помагат на чернокожите избиратели да се регистрират за изборите и полагат усилия за увеличаване на избирателната активност сред тях, организират програми подкрепящи чернокожите художници и писатели.

## История
BLM стартира през лятото на 2013 г. като онлайн движение, използващо хаштага #BlackLivesMatter в социалните медии. Основан е от трима афроамерикански активисти – Патрис Кълърс, Алиша Гарза и Опал Томети. Това се случва, след като Джордж Цимерман е оправдан за убийството на афроамериканския тийнейджър Трайвон Мартин през февруари 2012 г., което предизвиква протести в цялата страна.
Движението се разраства през 2014 г. по време на улични демонстрации, предизвикани от смъртта на двама афроамериканци: Майкъл Браун и Ерик Гарнър. Оттогава движението продължава да играе важна роля в протестите срещу полицейското насилие и расизма – по-специално, по повод смъртта на Сандра Бланда, Филандо Кастила, Фреди Грей, Lacuan McDonald, Tamir Rice, Walter Scott, Alton Sterling и Бреона Тейлър.
В края на май 2020 г., след смъртта на афроамериканеца Джордж Флойд от ръката на белия полицай Дерек Шовин, започват масови протести, в които участват между 15 и 26 милиона души, за които се смята, че са най-големите протести в историята на САЩ.
Повечето от протестите са мирни – според ACLED 93% от протестите в Северна Америка не включват насилие или друга разрушителна дейност. При изолирани протести, те прерастват в сблъсъци с полицията, грабежи, палежи на автомобили, вандализъм срещу исторически паметници, но такива инциденти са по-малко от 10% от всички мирни протести и са ограничени предимно до отделни квартали, без да се разпространяват в целия град.
Протестите през 2020 г. обаче се различават от предишните протести на BLM по това, че се проведоха като част от легитимен ненасилствен протест. Освен това смъртта на Флойд промени общественото мнение в полза на движението BLM и насочи вниманието към системния расизъм в американското общество.